# Cambra posterior
La cambra posterior de l'ull és un espai situat darrere de l'iris; comunicant per davant a través de la pupil·la amb la cambra anterior; pel costat limita amb el cos ciliar i per darrere amb la zònula ciliar i el cristal·lí.
Aquest espai es troba ple d'un líquid que s'anomena humor aquós, el qual es produeix en el cos ciliar, circula lliurement i aporta els elements necessaris per al metabolisme de les estructures anteriors de l'ull que són avasculares (no reben aportacions nutritives de la sang) com la còrnia i el cristal·lí. Aquest líquid ha de mantenir-se a una pressió determinada; si la pressió de l'humor aquós és massa elevada, es produeix una malaltia que s'anomena glaucoma.